# Porfyrie
Porfyrie je skupina metabolických onemocnění, u nichž se projevuje porucha funkce enzymů řídících syntézu hemu v červených krvinkách. Ve většině případů má choroba genetický podklad na základě poškozených genů, pak se jedná o dědičnou metabolickou poruchu. Jsou také známy formy získané.

## Příčiny

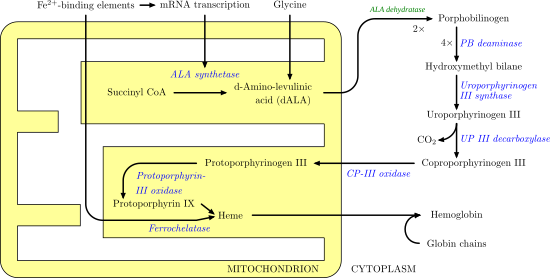
Schéma normální syntézy hemu

Jedná se o dědičnou metabolickou poruchu, u níž je charakteristický nedostatek produktu metabolismu za blokem – hemu, nebo nahromadění metabolitu před ním – kyseliny 5-aminolevulové a porfobilinogenu. U získaných forem je rizikovým faktorem otrava olovem. Akutními porfyriemi jsou častěji postiženy ženy, chronickými muži.

## Příznaky
U defektu enzymu ve vyšším stupni syntézy hemu jsou hromaděny porfyrinogeny, jejichž oxidačními produkty se stávají porfyriny, které reagují s viditelným světlem v oblasti vlnové délky 400 nm (fotosenzitivita). Porfyriny se díky světelné energii dostávají do excitovaného stavu, reagují s molekulárním kyslíkem za tvorby kyslíkových radikálů, které pak následně poškozují buněčné organely včetně lyzozomů. Tím dochází k uvolnění lysosomálních enzymů, jež destruují kůži s následkem erytému, puchýřů, zjizvení a dalších příznaků. Na poškození kožního krytu se podílí také ultrafialové záření.
Zuby, moč a stolice získávají červený až hnědý nádech. Dásně ustupují a charakteristický vzhled je označován jako tzv. upíří zuby.
V tělesných tekutinách se nadbytečně hromadí kyselina 5-aminolevulová (ALA) a porfobilinogen (PBG), které spolupůsobí na synaptické funkce periferního a centrálního nervového systému. Důsledkem jsou neuropatie (postižení nervů), bolestivost v břišní krajině, zvýšená aktivita sympatiku a neuropsychické problémy (neklid, psychotické stavy). U těžkých forem se může manifestovat epilepsie. K příznakům také patří nadměrný růst ochlupení (hirsutismus), včetně obličejové části.

## Diagnostika
Ke stanovení porfyrinů v tělesných tekutinách, v moči a ve stolici slouží specifická fluorescence.
Otrava olovem způsobí přítomnost porfyrinů v moči (porfyrinurie) a vylučování kyseliny 5-aminolevulové, což se projevuje anemií a nedostatkem adenosintrifosfátu (ATP). Olovo inhibuje enzymy ALA-dehydratázu a ferrochelatázu.

## Klasifikace
A. podle nejvíce postižených orgánů produkujících porfyriny:
- hepatální
  - akutní intermitentní porfyrie (AIP seu švédská)
  - porfyria cutanea tarda (PCT)
  - hereditární koproporfyrie (HCP)
  - porfyria variegata (VP)
  - porfyrie z deficitu 5-aminolevulátdehydratasy (ADP, Dossova porfyrie)
- erytropoetické
  - vrozená (kongenitální) erytropoetická porfyrie (CEP, Güntherova choroba)
- erytrohepatální
  - Protoporfyrie (EPP)

B. podle projevů:
- kožní
  - PCT, EPP, CEP
  - kožní projevy také způsobují formy VP a HCP
- jaterní
  - AIP, ADP, VP, HCP

C. podle průběhu:
- akutní
  - AIP, PV, HCP, ADP
- chronické
  - PCT, EPP, CEP

### Formy

#### Porfyrie kožní

##### Porfyria cutanea tarda (PCT)
- Autozomálně dominantní (AD) dědičný defekt uroporfyrinogendekarboxylasy, výskyt 1:25 000 (nejčastější forma).
- Porfyriny jsou v nadbytku vytvářeny v játrech, hromadí se zde, přenáší se krevním oběhem až do kůže, kde způsobují fotosenzitivitu, což je typický symptom; po vystavení kůže slunečnímu záření se objevují tekutinou naplněné rozsáhlé puchýře, které se hojí velice pomalu za vzniku jizev a milií (tečkovitá bělavá ložiska).
- Klinická manifestace je dávána do souvislosti s poškozením jater způsobeným alkoholem, léčbou estrogeny, hemochromatózou nebo hepatitidou.
- Neléčená může vést ke karcinomu jater.
- Existuje i nedědičná forma (sporadická, tzv. PCT 1.typu).
- V moči uroporfyrin.
- Léčba – opakované venepunkce zbavující tělo nadbytečných porfyrinů a železa + podávání antimalarika chlorochininu, které způsobuje pomalé vyplavování porfyrinů; ochrana před slunečním zářením (oděv, speciální krémy).

##### Vrozená (kongenitální) erytropoetická porfyrie (CEP, Güntherova choroba)
- Autozomálně recesivní dědičný defekt uroporfyrinogen-III-synthasy (UROS) vedoucí k zvýšené tvorbě porfyrinů v kostní dřeni, které se hromadí v organismu, hlavně v erytrocytech.
- Výskyt 1:2-3 mil..
- Zpravidla se projeví již v dětství.
- Projevy onemocnění se různí – patří mezi ně např. tmavě červená moč (dáno přítomností uroporfyrinu a koproporfyrinu), citlivost kůže (tvorba puchýřů, jizvení) a její tmavnutí, citlivost očí, ztráta řas, anémie, splenomegalie, červené zbarvení zubů, nadměrné ochlupení (zvláště na rukou a v obličeji).
- Léčba – transplantace kostní dřeně, ochrana před slunečním zářením, krevní transfúze, splenektomie.

##### Protoporfyrie (EPP)
- AD dědičný defekt ferrochelatasy → dochází k hromadění protoporfyrinu v játrech, kostní dřeni a kůži.
- Nejčastějšími příznaky jsou zarudnutí, svědění a otok kůže i po krátkodobém (několik minut) vystavení kůže slunečnímu záření; příznaky vymizí po hodinách až dnech → při opakovaném vystavení dochází k jizvení kůže a dalším variabilním kožním projevům.
- Většinou se projeví již v dětství.
- V několika málo procentech případů dochází k jaternímu poškození.
- Léčba – zmírnění projevů pomocí beta-karotenu, antihistaminik, melanotanu, fototerapie; prevencí je používání ochranného oblečení a speciálních krémů.
- Na rozdíl od akutních jaterních porfyrií EPP nezhoršují žádné léky

#### Porfyrie jaterní

##### Akutní intermitentní porfyrie (AIP)
- AD dědičný defekt hydroxymetylbilan syntázy (jinými názvy porfobilinogen deaminasa, PBGD nebo uroporfyrinogen-I-syntáza) vedoucí k hromadění prekursorů hemu v játrech.
- Manifestuje se akutní atakou po zátěži některými chemickými látkami (steroidy, léky), hladověním, infekcí či stresem; většinou v období po pubertě.
- Hlavní příznaky – abdominální bolest, zácpa, zvracení, hypertenze a psychické problémy (hysterie), bolesti hlavy, parézy až plegie.
- V moči zvýšená hladina ALA, PBG, hyponatrémie, hypokalémie, abnormality metabolismu cukrů a tuků; diagnózu potvrdí snížená aktivita PBGD v erytrocytech.
- Léčba – v akutní fázi infuze s glukózou a hematinem; prevencí další ataky je vyvarování se vyvolávají látky (zákaz užívání některých léčiv).

##### Porfyrie z deficitu 5-aminolevulátdehydratasy (ADP, Dossova porfyrie)
- autozomálně recesivní dědičný deficit 5-aminolevulátdehydratasy.
- Symptomy – abdominální bolest, neuropsychické potíže.
- V moči ALA a koproporfyrin.

##### Hereditární koproporfyrie (HCP)
- AD dědičný defekt koproporfyrinogenoxidasy.
- Symptomy – vzácně abdominální bolest, neuropsychické potíže, fotosenzitivita, avšak časté jsou naprosto asymptomatické formy.
- V akutním stádiu v moči zvýšené hladiny ALA, PBG, koproporfyrinu (ten také ve stolici).

##### Porfyria variegata (VP)
- AD dědičný defekt protoporfyrinogenoxidasy
- Symptomy – abdominální bolest, neuropsychické potíže, u některých postižených také kožní příznaky (fotosenzitivita).
- V moči vysoké hodnoty ALA, PBG, koproporfyrinu; ve stolici zvýšená exkrece protoporfyrinu a koproporfyrinu.

## Léčba
V terapii je indikována správná životospráva, tj. příjem vitamínů, absence alkoholu, česneku, minimalizace denního světla.
K léčbě projevů nemoci lze aplikovat krevní transfúzi. U chronické kožní formy se klinické remise dosahuje opakovanými venepunkcemi (odběry žilní krve), které snižují nadbytečné zásoby železa (možný vyvolávající faktor) a podáváním malých dávek antimalarika chlorochinu, který způsobuje pomalé vyplavování jaterních porfyrinů. Možná je aplikace umělého hemu. Akutní porfyrický záchvat vyžaduje hospitalizaci s důsledným metabolickým monitorováním.
Aplikace některých farmak jako jsou barbituráty, anestetika, stejně tak i alkohol, zvyšuje aktivitu enzymu ALA-syntázy a následně i produkci porfyrinů s následným prohloubením příznaků. Opačný účinek na indukci ALA-syntázy má glukóza, která její tvorbu snižuje.

## Historická zajímavost
Podle historických zpráv a popsaných projevů nemoci se soudí, že porfyrií trpěl britský král Jiří III.